# Avril 1943
Les événements concernant la Seconde Guerre mondiale sont détaillés dans l'article Avril 1943 (Seconde Guerre mondiale).

## Événements
- 4 avril :
  - la Royal Air Force bombarde les usines Renault de Boulogne-Billancourt, faisant 620 morts et 1 500 blessés[1];
  - la Royal Air Force bombarde les usines Krupp à Essen.
- 5 avril :
  - annonce du transfert en Allemagne de Blum, Daladier, Mandel et Reynaud, livrés par Vichy;
  - première victoire homologuée sur le front russe pour les Français libres du Groupe de chasse Normandie-Niémen.
- 7 avril : la Bolivie entre en guerre.
- 12 avril : entrée des troupes franco-américaines à Sousse (Tunisie).
- 13 avril : annonce de la découverte près de Katyn d’un charnier contenant les restes de 4000 officiers polonais assassinés par les Soviétiques. Les Allemands accusent les Soviétiques, qui leur retournent l’accusation.
- 14 avril : les radios allemandes et Vichyistes annoncent le suicide du général Mordacq qui est retrouvé noyé dans la Seine sous le Pont des Arts, sans ses papiers. L'autopsie et le rapport de police censurés laissent supposer un assassinat politique.
- 17 avril : signature clandestine des accords du Perreux aboutissant à la réunification de la CGT.
- 18 avril : lors d'une embuscade, des P-38 Lightning abattent le Mitsubishi G4M qui emmenait l'amiral Yamamoto et son état-major, à Buin sur l'île Bougainville.
- 20 avril : le Sidi bel Abbes est torpillé, 500 hommes et le drapeau du 4e RTS sont engloutis dans les flots.
- 19 avril : soulèvement du ghetto de Varsovie où les Allemands venaient arrêter les quelque 60 000 survivants. Les Allemands viennent à bout des insurgés le 16 mai.
- 21 avril : découverte des effets psychédéliques du LSD par Albert Hofmann
- 27 avril : le général Giraud accepte de partager avec De Gaulle la direction de l’exécutif constitué à Alger.

## Naissances
- 1er avril : Youssouf Bakayoko, homme politique ivoirien († 30 septembre 2023).
- 2 avril :
  - Alan Tonks, homme politique fédéral canadien.
  - Larry Coryell, guitariste de jazz américain († 19 février 2017).
- 3 avril : Richard Manuel, chanteur canadien († 4 mars 1986).
- 5 avril : Jean-Louis Tauran, cardinal français, Président du conseil pontifical pour le dialogue inter-religieux († 5 juillet 2018).
- 8 avril : Jean-Marie Rouart, écrivain, Académicien français.
- 10 avril : Julio Estrada, compositeur mexicain de musique contemporaine.
- 15 avril : Veronica Linklater, femme politique britannique († 15 décembre 2022).
- 16 avril : Bernard Marti, inventeur du Minitel.
- 21 avril : Philippe Séguin, homme politique français († 7 janvier 2010).
- 22 avril : Louise Glück, poétesse américaine († 13 octobre 2023).
- 23 avril : Frans Koppelaar, peintre néerlandais.
- 24 avril : John O. Creighton, astronaute américain.
- 25 avril :
  - Jacques-Arnaud Penent, journaliste et écrivain français († 23 mai 1994).
  - Abdellatif Ben Ammar, réalisateur et scénariste tunisien († 6 février 2023).
- 26 avril : Gary Wright, compositeur, chanteur et claviériste de rock américain († 4 septembre 2023).
- 27 avril : Freddie Waits, batteur de jazz américain († 18 novembre 1989).
- 28 avril :
  - Gérard Majax, illusionniste français.
  - Jacques Dutronc, chanteur et comédien français.
  - José Gonzalez, Personnalité politique français.

## Décès
- 1er avril : Georges Wodli, cheminot militant communiste, syndicaliste et résistant français (°15 juillet 1900).
- 8 avril : Harry Baur, comédien français.
- 9 avril : Hermine Lanctôt, autrice, journaliste et institutrice québécoise (° 1861).
- 11 avril : Federico Cattani Amadori, cardinal italien (° 17 avril 1856).
- 12 avril : Henri Mordacq, officier général, commandant de corps d’armée français (° 12 janvier 1868).
- 15 avril : Aristarkh Lentoulov, peintre russe (° 4 janvier 1882).